# Antseza
Antseza is een plaats en commune in het noordwesten van Madagaskar, behorend tot het district Mitsinjo, dat gelegen is in de regio Boeny. Tijdens een volkstelling in 2001 telde de plaats 8.742 inwoners.
Bij de plaats bevindt zich een rivierhaven. De plaats biedt enkel lager onderwijs aan. 75 % van de bevolking werkt als landbouwer, 5 % houdt zich bezig met veeteelt en 19 % verdient zijn brood als visser. De belangrijkste landbouwproducten zijn rijst en raffia; andere belangrijke producten zijn bananen en maniok. Verder is 1% actief in de dienstensector.